# Arielulus circumdatus
Arielulus circumdatus  (Temminck, 1840) è un pipistrello della famiglia dei vespertilionidi diffuso nell'Asia orientale.

## Descrizione

### Dimensioni
Pipistrello di piccole dimensioni, con la lunghezza della testa e del corpo di 95 mm, la lunghezza dell'avambraccio tra 40 e 44 mm, la lunghezza della coda tra 36 e 40 mm, la lunghezza del piede di 10 mm, la lunghezza delle orecchie di 15 mm.

### Aspetto
La pelliccia è lunga, soffice e densa. Le parti dorsali variano dal marrone scuro al nero, con la punta dei singoli peli arancione o dorata, mentre le parti ventrali sono marroni, con le estremità dei singoli peli che variano dal grigio pallido al giallastro. Una macchia chiara è presente sui lati del collo dietro ogni orecchio. Le orecchie sono moderate, con un lobo alla base in prossimità dell'occhio, marroni scure e con un evidente bordatura giallo-brunastra. Il trago è corto, leggermente piegato in avanti, con la punta smussata e i bordi più chiari. Le membrane alari sono nere. La lunga coda è inclusa completamente nell'ampio uropatagio. Il calcar è lungo.

## Distribuzione e habitat
Questa specie è diffusa nel Nepal orientale, Bhutan settentrionale, negli stati indiani del Sikkim, Assam orientale, Meghalaya; nella provincia sud-occidentale dello Yunnan, Thailandia centrale. Cambogia occidentale, Vietnam centrale e Penisola malese orientale. Una popolazione è presente anche sull'isola di Giava occidentale.
Vive nelle foreste montane, foreste primarie, sempreverdi tra 1.300 e 2.100 metri di altitudine.

## Conservazione
La IUCN Red List, considerato il vasto areale e la popolazione presumibilmente numerosa, classifica A.circumdatus come specie a rischio minimo (Least Concern)).